# Ametralladora ligera RPD
La RPD (acrónimo de ручной пулемёт Дегтярёва Ruchnoy Pulemyot Degtyaryova; ametralladora de mano Degtiariov en español) es una ametralladora ligera desarrollada en la Unión Soviética por Vasili Degtiariov y que dispara el cartucho 7,62 x 39. Fue creada para reemplazar la ametralladora ligera soviética DPM que usaba la munición 7,62 x 54 R del fusil Mosin-Nagant. Es la precursora de la mayoría de armas automáticas de escuadrón. Fue reemplazada en la Unión Soviética por la RPK.

## Desarrollo
El trabajo de diseño del arma empezó en 1943, participando en este proceso Vasili Degtiariov, Sergéi Simónov y Alekséi Sudáyev. De los prototipos completos presentados para su evaluación, el diseño de Degtyaryov demostró ser superior a los otros y fue aceptado para servir en el Ejército Rojo con la designación en ruso: 7,62 mm Ручной Пулемёт Дегтярёва, PПД (RPD, Ruchnoy Pulemyot Degtyaryova – "Ametralladora ligera Degtyaryov" M44). Aunque la RPD estaba lista para ser producida en masa a finales de la Segunda Guerra Mundial, la distribución a gran escala del arma no empezó hasta 1953. Durante la guerra de Vietnam, la RPD fue la ametralladora ligera estándar del Vietcong. 
Después de la introducción de las armas de apoyo diseñadas por Kaláshnikov, tales como las ametralladoras RPK y PK en la década de 1960, la RPD fue retirada de la gran mayoría de las unidades de primera línea de las fuerzas armadas de los países miembros del antiguo Pacto de Varsovia. A pesar de esto, la RPD continúa en servicio activo en varias naciones africanas y asiáticas. Fuera de la antigua Unión Soviética, la ametralladora fue producida bajo licencia en China (como ametralladora ligera Tipo 56), Egipto, Corea del Norte (Tipo 62) y —desde 1956— Polonia, donde es producida en la actual Zakłady Mechaniczne "Łucznik" (Fábrica Mecánica Łucznik, en polaco) de Radom con la denominación de ręczny karabin maszynowy D (rkm D).

## Detalles de diseño

### Mecanismo
La RPD es un arma automática accionada por los gases del disparo y con pistón de recorrido largo, que emplea un sistema de acerrojado similar a otros diseños de Degtyaryov, el cual consiste en aletas abisagradas que se encajan en enalles situados a ambos lados del cajón de mecanismos. El movimiento de estas aletas, así como el ciclo de acerrojado y descerrojado, son controlados por las superficies inclinadas del conjunto del portacerrojo. Esta ametralladora dispara a cerrojo abierto. 

### Características
La RPD dispara a cerrojo abierto mediante un martillo, que forma parte del área posterior del portacerrojo (que a su vez está conectado al pistón de gas), el cual continua moviéndose hacia adelante por un corto trecho después que el cartucho haya sido introducido en la recámara y el cerrojo esté cerrado, golpeando la parte posterior del percutor que pasa a través del cerrojo. El acerrojado se efectúa mediante las aletas situadas a los lados del cerrojo, que son forzadas hacia afuera (por los lados en ángulo del martillo) en entalles de las paredes del cajón de mecanismos, para después disparar cuando el martillo golpea la parte posterior del percutor; el mecanismo es sencillo, resistente y fiable. Su gatillo solamente puede disparar en modo automático. El cerrojo está equipado con un sistema de extracción accionado mediante resorte y un resalte fijo dentrol del cajón de mecanismos que pasa entre los resaltes de alimentación del cerrojo actúa como el eyector. Los casquillos vacíos son eyectados hacia abajo por una abertura del portacerrojo y el cajón de mecanismos. La RDP tiene un seguro manual tipo palanca, que evita los disparos accidentales al fijar el retén del cerrojo cuando es activado. Al contrario de los primeros modelos de ametralladoras diseñadas por Degtiariov, el muelle recuperador de la RPD está ubicado dentro de la culata. Al igual que muchas otras armas de origen soviético/ruso, la recámara y el ánima del cañón están cromadas para reducir los problemas de corrosión y bloqueos.[cita requerida]

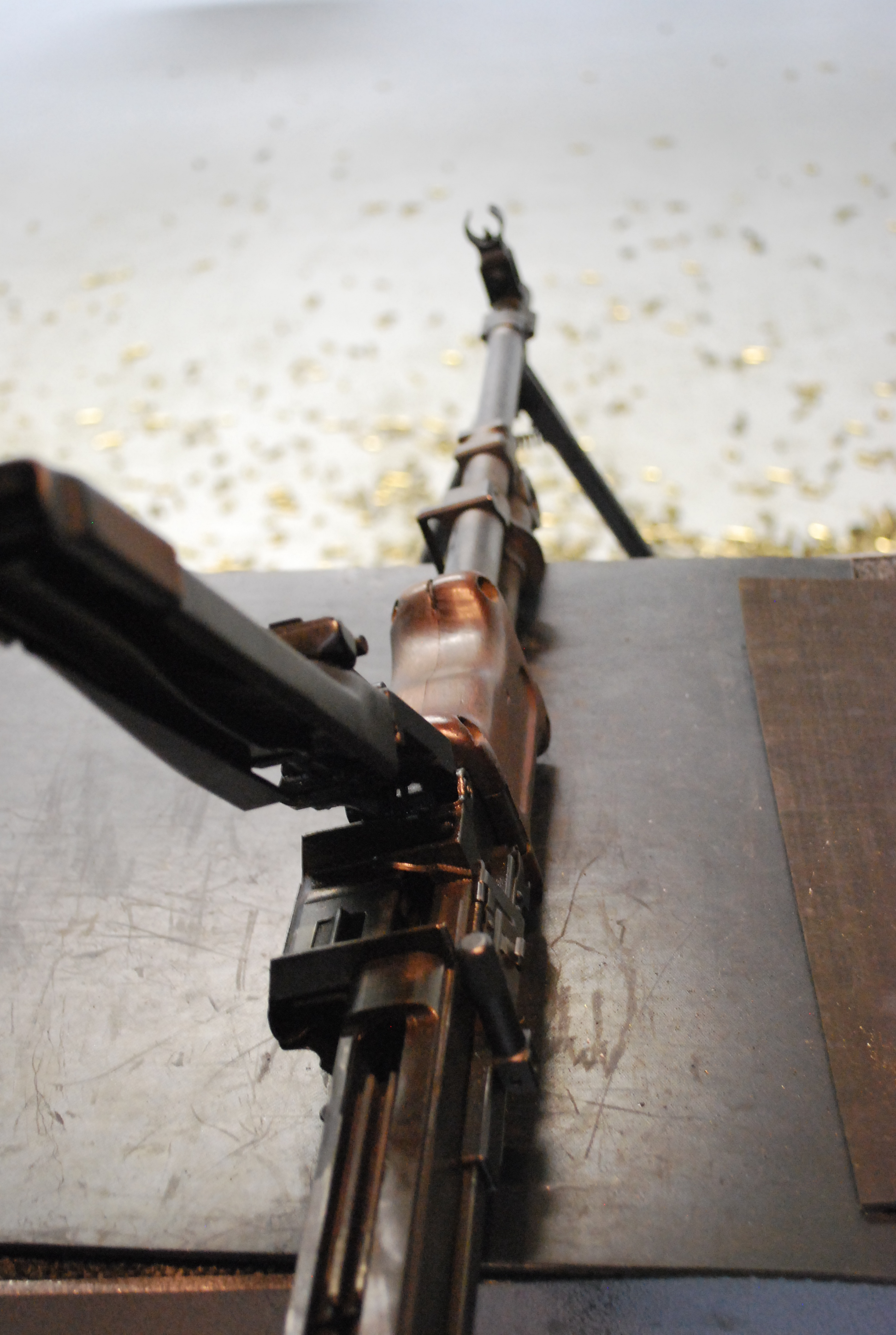
Detalle del mecanismo de alimentación de la RPD.

El arma tiene un cañón fijo con una válvula de gases que tiene tres posiciones, para controlar el desempeño del sistema de gases. También está equipada con un bípode plegable, culata, pistolete y guardamanos de madera. La RPD se desarma en los siguientes conjuntos principales: cajón de mecanismos y cañón, cerrojo, portacerrojo, bandeja de alimentación, cubierta de la bandeja de alimentación, mecanismo de retroceso y conjunto de gatillo, y la culata.

### Alimentación
La ametralladora es alimentada desde el lado izquierdo mediante una cinta no desintegrable de eslabones metálicos abiertos segmentada (cada segmento tiene 50 cartuchos). Dos cintas juntas (a través de un cartucho), con un total de 100 cartuchos, son almacenadas en un tambor portacintas de metal que está unido a la base del cajón de mecanismos. En lugar del tambor, el arma puede ser alimentada mediante una cinta suelta, la cual puede tener más de 100 cartuchos en caso de necesidad. El sistema de alimentación es accionado mediante un rodillo conectado al conjunto del portacerrojo, que al retroceder jala la cinta. Un notable defecto en el diseño del tambor portacintas es su poca fiabilidad ante la suciedad; puede obstruirse con tierra y otros elementos naturales si es que estos llegan a ingresar.

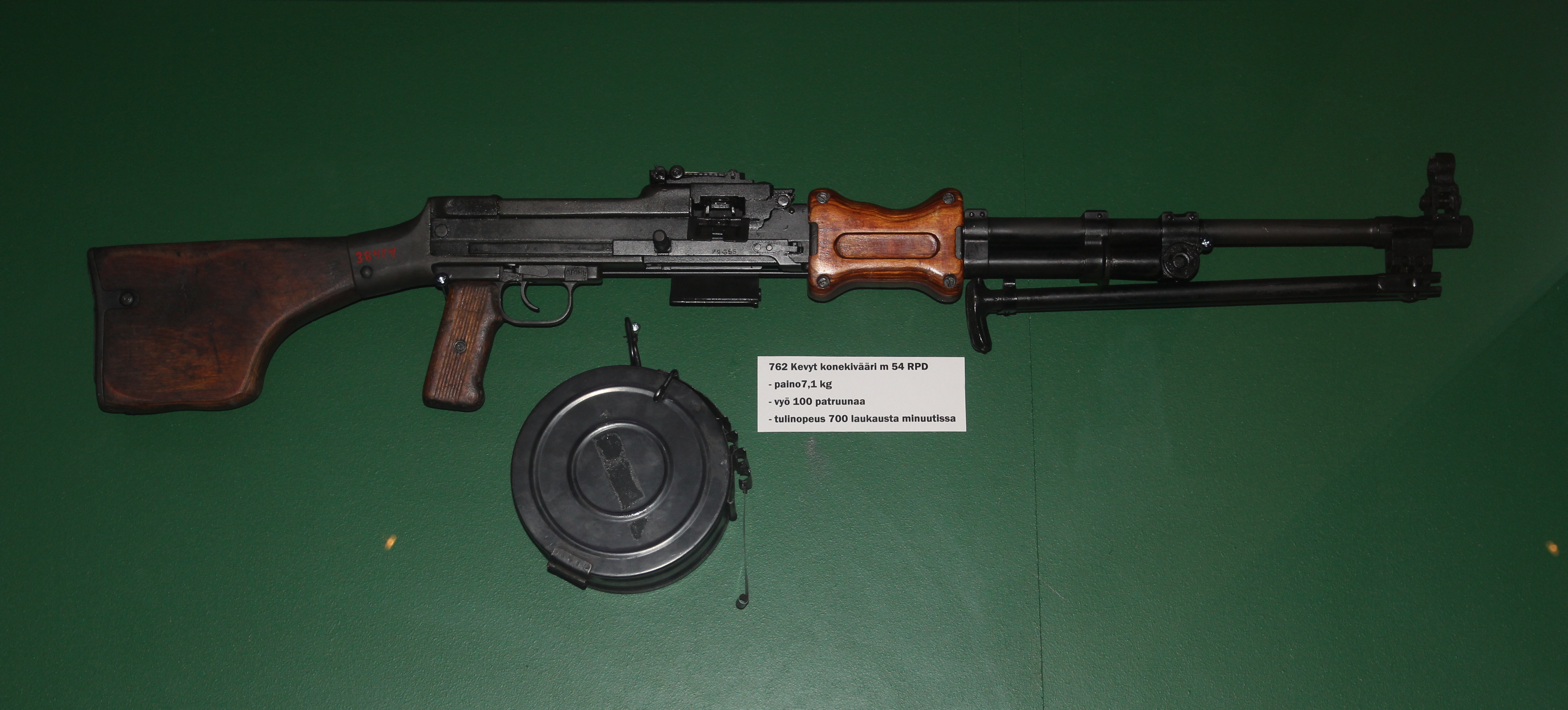
Una RPD con el tambor portacintas desmontado.

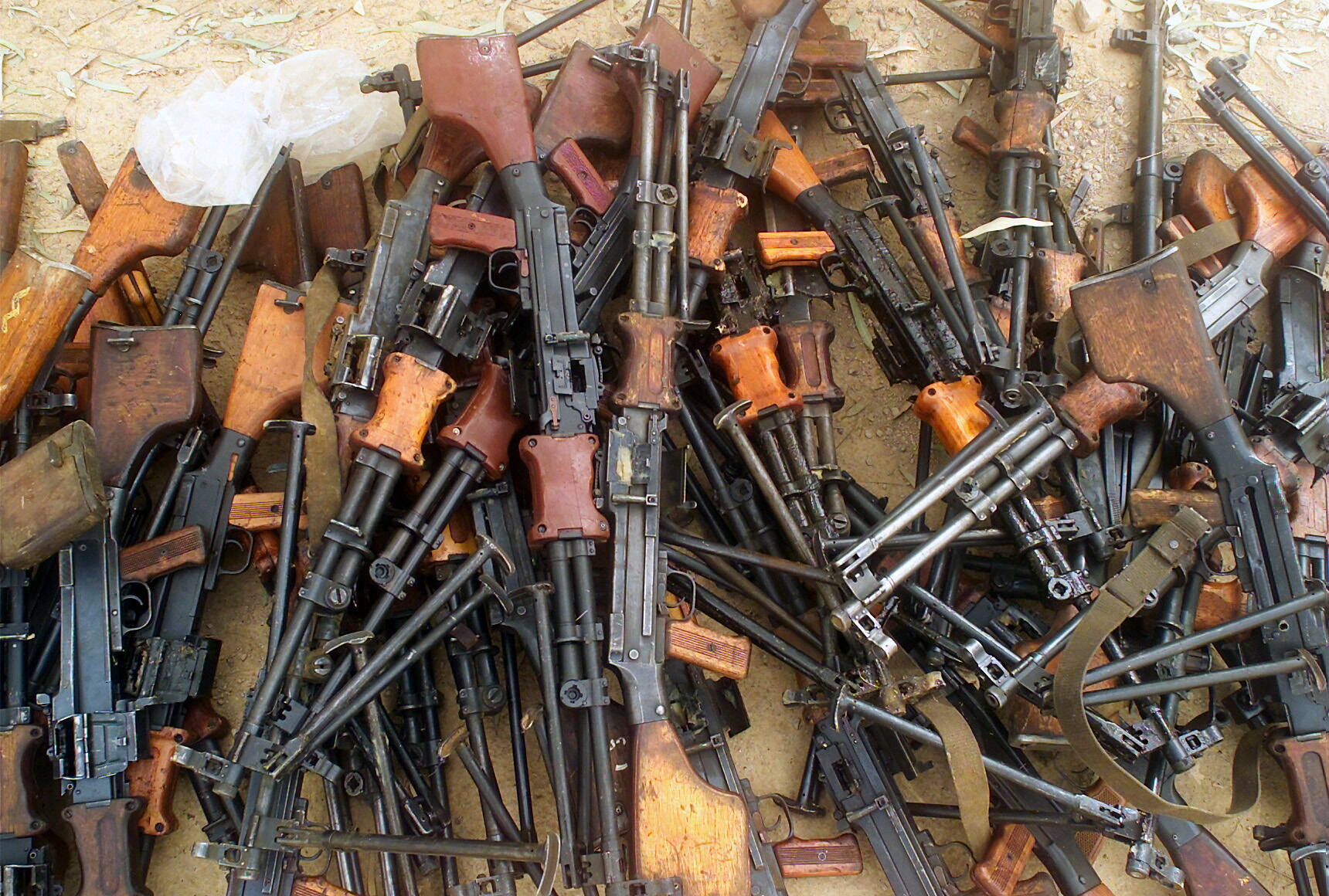
Lote de ametralladoras RDP capturadas en las afueras de Jaman Al Juburi, Irak, durante la Operación Libertad Irakí.

### Mecanismos de puntería
La RDP está equipada con mecanismos de puntería manuales. Estos son un punto de mira (ajustable en acimut y en elevación) y un alza tangencial con una perilla de elevación deslizante que va desde 100 m hasta 1000 m en incrementos de 100 m. Algunas ametralladoras fueron equipadas con un riel lateral (montado en el lado izquierdo del cajón de mecanismos), en el cual se puede montar una mira nocturna NSP-2.

### Accesorios
Los accesorios estándar suministrados con el arma incluyen un tambor portacintas, cintas adicioneles, una baqueta (transportada en el lado izquierdo del cajón de mecanismos), un juego de limpieza (almacenado en un compartimiento dentro de la culata), correa portafusil y portatambores.

## Variantes
Durante su servicio, la RPD fue modernizada varias veces. Inicialmente fueron modificados el regulador de gases y el alza, moviendo a la izquierda el botón de ajuste de esta. Más tarde se le dotó de un sistema de amartillado indirecto con palanca de carga plegable (reemplazando a la palanca fija que iba unida al cerrojo), que no se mueve cuando se dispara. La abertura de alimentación fue protegida con una cubierta contra el polvo, que cuando está abierta sirve de rampa para la cinta de balas. Esta versión de la ametralladora ligera fue principalmente producida en China y Polonia. Una variante aún más modificada (llamada en ocasiones RPDM) incluye un cilindro de gases más largo y un mecanismo reductor del retroceso en la culata. Las variantes de producción tardía de la RPD habían renunciado al tambor portacintas fijo (en su lugar, este se "colgaba" de la cubierta protectora de la abertura de alimentación) y tenían una baqueta plegable que iba almacenada en la culata (en la variante china Tipo 56-1).

## Usuarios

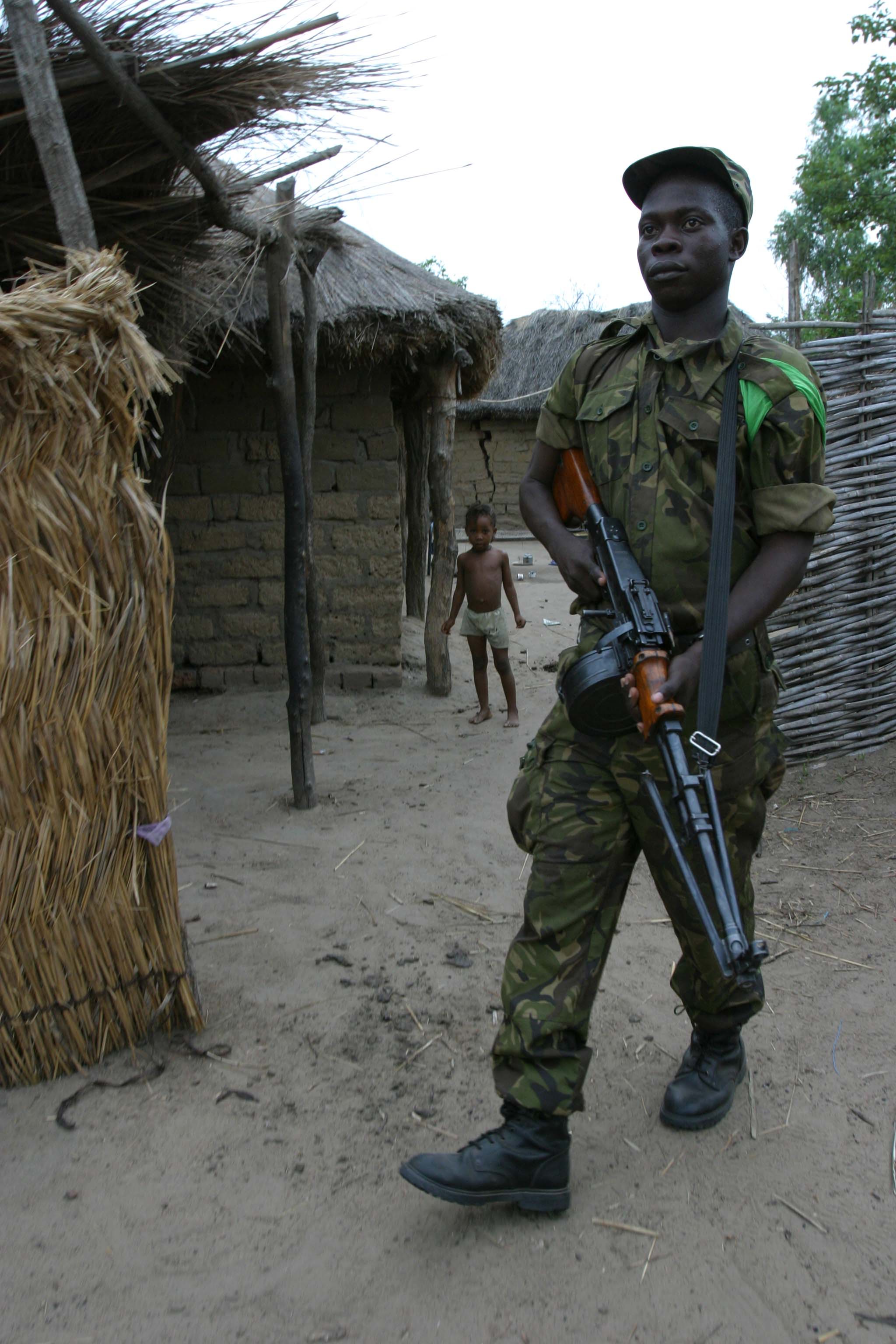
Soldado del Ejército centroafricano patrullando las calles de Birao durante una operación militar conjunta.

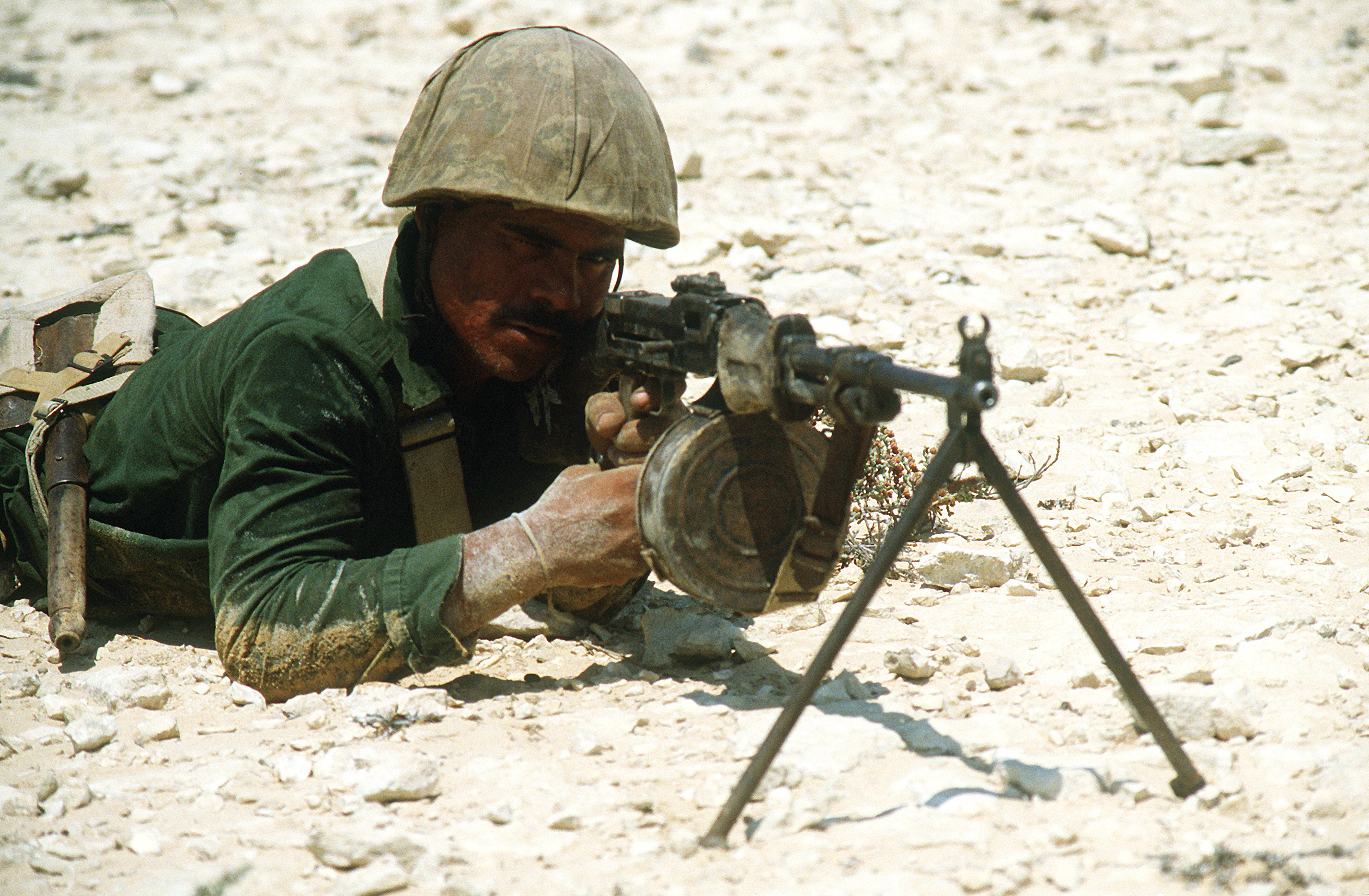
Infante de Marina egipcio apuntando su RPD.

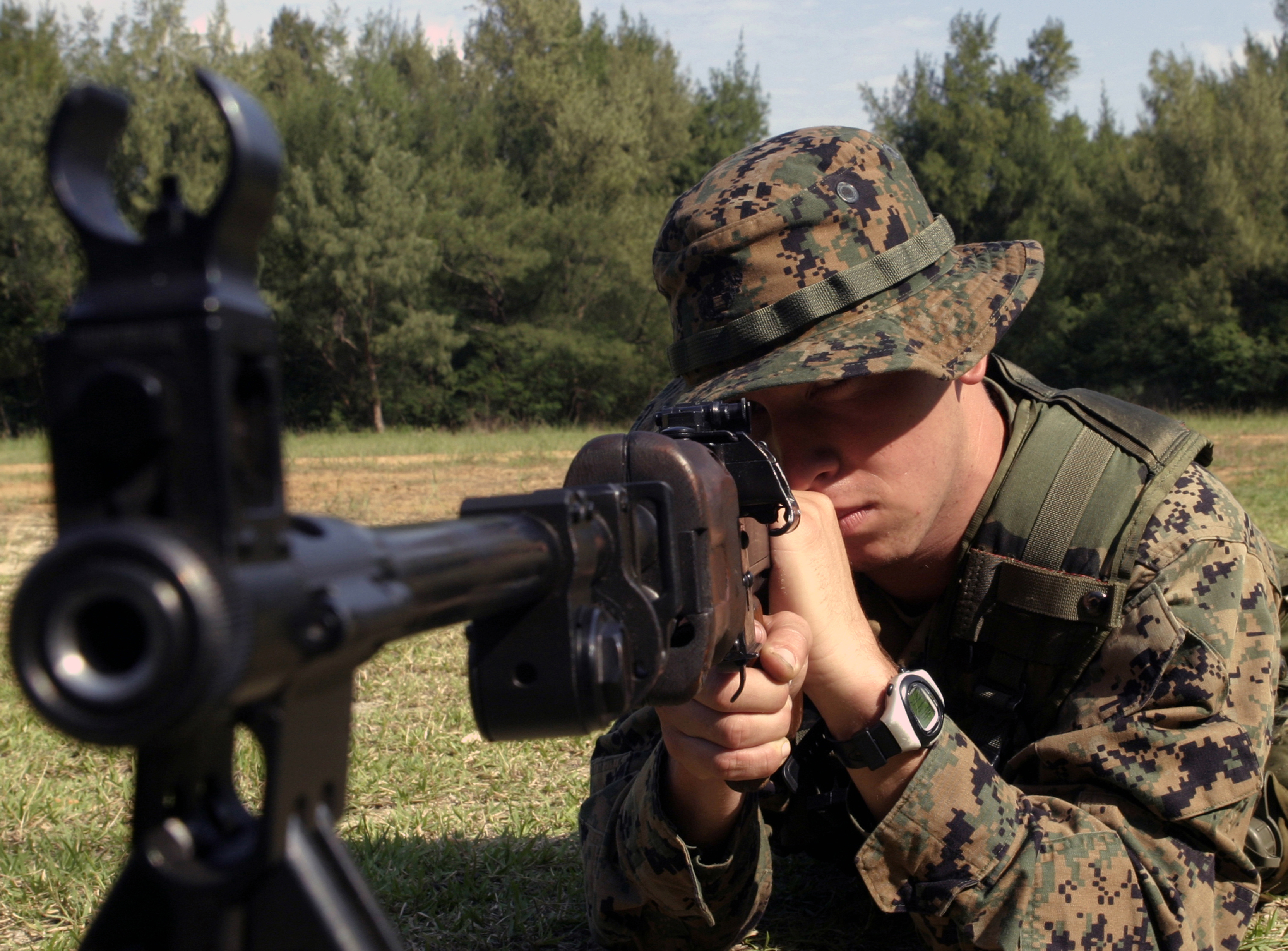
Marine estadounidense apuntado una RPD.

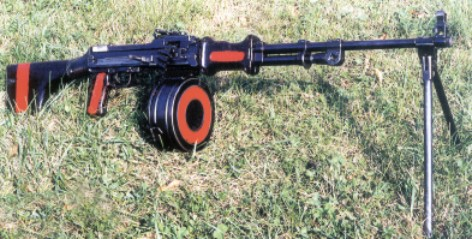
Una RPD del Ejército polaco.

- Afganistán[2]
- Albania[2]
- Alemania Oriental[cita requerida]
- Angola[2]
- Argelia[2]
- Azerbaiyán[2]
- Bangladés[2]
- Bolivia[2]
- Cabo Verde[2]
- Camboya[2]
- Chad[2]
- China: Tipo 56 y Tipo 56-1.[3] Producidas por Norinco.
- Comoras[2]
- Corea del Norte: Tipo 62.[2]
- Cuba
- Egipto[2]
- Eritrea[2]
- Etiopía[2]
- Finlandia: Fue designada como 7.62 kk 54 RPD (retirada de servicio).[2]
- Guinea Ecuatorial[2]
- Hungría[4]
- Irak[2]
- Laos[2]
- Libia[2]
- Malta[2]
- Marruecos[2]
- Mongolia[5]
- Nicaragua[2]
- Nigeria[2]
- Pakistán: Empleada por el Ejército pakistaní.[2][6]
- República Centroafricana[2]
- República del Congo[2]
- Ruanda[cita requerida]
- Rumania[2]
- Seychelles[2]
- Sierra Leona[2]
- Siria[2]
- Somalia[2]
- Sudán[2]
- Tanzania[2]
- Togo[2]
- Uganda[2]
- Unión Soviética
- Vietnam[2]
- Yemen[2]
- Yibuti[2]
- Zimbabue[2]